# Pont-Saint-Martin (Loire-Atlantique)
Pont-Saint-Martin település Franciaországban, Loire-Atlantique megyében. Lakosainak száma 6942 fő (2022. január 1.). Pont-Saint-Martin Le Bignon, Bouguenais, La Chevrolière, Rezé, Saint-Aignan-Grandlieu és Les Sorinières községekkel határos.

## Népesség
A település népességének változása:
| Lakosok száma | 2134 | 3320 | 3835 | 5373 | 5640 | 5696 | 6037 | 6470 | 6690 | 6942 |
|               | 1968 | 1982 | 1990 | 2006 | 2013 | 2015 | 2017 | 2019 | 2020 | 2022 |